# Frank Wright (Vibraphonist)
Frank Wright (* 5. Mai 1929 in Toronto; † 16. Mai 2021 in Ottawa) war ein kanadischer Jazzmusiker (Vibraphon, Marimba), der vor allem im Bereich des Mainstream Jazz tätig war.

## Leben und Wirken
Wright entwickelte sich in den 1950er Jahren, in denen er nach Geschäftsschluss in den Clubs arbeitete, zu einem wichtigen Teil der Jazzszene. Er trat regelmäßig mit dem Klarinettisten Henry Cuesta in Torontos „Bourbon Street“ auf und spielte mit ihm auch auf den Jazzfestivals in Palm Springs, San Diego und Sacramento. Weiterhin trat er mehrfach mit der Band Garden Avenue Seven in Florida und in Portland auf.
Mitte der 1960er Jahre nahm Wright mit seinem Trio und Gitarrist George Arthur das Album Frank Wright Trio + One auf.
Anfang der 1980er Jahre gründete Wright mit dem Schlagzeuger Archie Alleyne ein Quartett, das oft im George’s Spaghetti House gebucht wurde; mit diesem Quartett, zu dem Wray Downes und Steve Wallace gehörten, spielte er 1983 das Album Up There ein. Später gründete er sein eigenes Trio und Quartett, mit dem er regelmäßig in Jazzclubs und auf Festivals in Ontario konzertierte. 
Wright war Co-Leader des Canadian Jazz Quartet, das 1987 von Gary Benson gegründet worden war; gemeinsam mit Bassist Duncan Hopkins und Schlagzeuger Don Vickery und Gästen veröffentlichten sie zunächst das Album Just Friends (2009); 2015 folgte in Quartettbesetzung Brazilian Reflections. Mehrfach, zuletzt in 2014, ist das Canadian Jazz Quartet mit Gästen wie Ken Peplowski, Warren Vaché, Harry Allen und Houston Person beim internationalen Toronto Downtown Jazz Festival aufgetreten. Als Solist der Bob DeAngelis Champagne Symphony war er an mehreren Benny-Goodman-Tribute-Konzerten beteiligt, etwa 2008 in der Carnegie Hall.
Überdies hat Wright mit Joe Williams, Norman Amadio, Jim Galloway, Rob McConnell, Peter Appleyard und Trini Lopez zusammengearbeitet und entwickelte sich zu einem der angesehensten Jazzmusiker Kanadas. Er spielte bei einem privaten Auftritt für Prince Philip während eines Besuchs in Toronto. Tom Lord verzeichnet sechs Aufnahmen zwischen 1983 und 2011. 2006 wurde Wright bei den National Jazz Awards als „Jazz-Instrumentalist des Jahres“ nominiert.
Wright starb am 16. Mai 2021 im Humber River Hospital an den Folgen einer COVID-19-Erkrankung in Gegenwart seiner Kinder.